# ネクストジャパンホールディングス
株式会社ネクストジャパンホールディングスは、かつて存在した日本のアミューズメント企業の持株会社。
会員制アミューズメントレジャー施設「JJ CLUB 100」の運営を行っているブレイクを傘下に持っていたが、2012年7月1日、Jトラスト株式会社に吸収合併された。

## 沿革
- 1993年（平成5年）- 株式会社ネクストジャパン（旧法人）として設立。
- 1998年（平成10年）- 大阪市西区に本社を移転。
- 2004年（平成16年）- 東京証券取引所マザーズ市場に上場。吹田市に本社を移転。
- 2006年（平成18年）- 東京支社を閉鎖。
- 2007年（平成19年）- 会社分割を行い、子会社（新）株式会社ネクストジャパンを設立し、持株会社体制へ移行。商号を株式会社ネクストジャパンホールディングスに変更する。
- 2008年（平成20年）6月末 - 上場時価総額が5億円未満になり、上場基準に抵触。
- 2009年（平成21年）
  - 4月23日 - 株式会社ブレイクを子会社化。
  - 5月13日 - アドアーズ株式会社（後の株式会社KeyHolder）と業務・資本提携を行う。
  - 9月1日 - 株式会社ネクストジャパンがネクストジャパンコンサルティングを吸収合併（存続会社はネクストジャパン）。
  - 11月24日 - 東京都中央区に本社機能移転。
- 2010年（平成22年）
  - 3月31日 - アドアーズを持分法適用会社とする。
  - 8月1日 - 株式会社ネクストジャパンが株式会社ブレイクを吸収合併し、株式会社ブレイクに社名変更。
  - 11月19日 - 株式会社ライブレントの全株式を取得し子会社化。
- 2012年（平成24年）
  - 4月25日 - 株式会社ライブレントの全株式を、株式会社バニラ（保有不動産のテナント）に譲渡[1]。
  - 4月30日 - 株式交換によりJトラストの完全子会社となる[2]。
  - 7月1日 - Jトラストに吸収合併され、解散[3]。

## 関連会社

### 株式会社ブレイク
- 事業内容:「JJ CLUB 100」の直営店の運営、アミューズメント施設の運営、アミューズメント商品の販売・企画
- 現在はフォーサイドグループの株式会社フォーサイドメディアの完全子会社となっている。